# Ekonom (časopis)
Ekonom je český odborný týdeník o ekonomice a podnikání. Vydává jej vydavatelství Economia.
Poprvé vyšel 25. října 1991. Vychází v tištěné i elektronické podobě. V září 2007 se prodalo 19 300 výtisků, z čehož bylo 16 200 předplatitelů. V roce 2012 činily prodeje 15 tisíc výtisků měsíčně, z čehož deset tisíc připadalo na předplatné, 2,5 tisíce na prodej na stáncích a tisíc na digitální verzi. V prvním a druhém čtvrtletí roku 2020, tedy v období poznamenaném koronavirovou pandemií, byl průměrný prodaný náklad časopisu 9 452 výtisků a průměrná čtenost 43 000 čtenářů a čtenářek.
V letech 2000 až 2007 funkci šéfredaktora zastával Zbyněk Fiala, po němž funkci převzala v září 2007 Eva Hanáková. Tu v září 2011 nahradil Ondřej Neumann, kterého vystřídal v lednu 2014 Dalibor Martínek. Od února 2020 je šéfredaktorem Petr Kain.